# Brandrübeler Moor
Das Naturschutzgebiet Brandrübeler Moor liegt auf dem Gebiet der Stadt Schmölln im Landkreis Altenburger Land in Thüringen. Es erstreckt sich südlich von Brandrübel, einem Ortsteil von Schmölln. Südwestlich verläuft die A 4 und südöstlich die Landesstraße L 1351. Nördlich erstreckt sich der Speicher Brandrübel.

## Bedeutung
Das 5,9 ha große Gebiet mit der NSG-Nr. 187 wurde im Jahr 1967 unter Naturschutz gestellt.